# جيورجي زابو (نحات)
جيورجي زابو (بالمجرية: Szabó György)‏ (و. 1947  م) هو نحات، وميدالي ‏ مجري.

## جوائز
حصل على جوائز منها:
- نيشان الفنون والآداب من رتبة قائد (17 يناير 2013)"Nomination dans l'ordre des Arts et des Lettres janvier 2013 - Ministère de la Culture". مؤرشف من الأصل في 2019-04-15. اطلع عليه بتاريخ 2019-04-15.
- جائزة المنافسة العامة  [لغات أخرى]‏ (1946)